# Jully (futebolista)
Jully Luciano da Silva (Niterói, 18 de abril de 1999), mais conhecida como Jully, é uma futebolista brasileira que atua como goleira. Joga no Cruzeiro.

## Carreira

### Clubes
Iniciou sua carreira nas categorias de base do Vasco da Gama, em 2013, aos 13 anos.
Em 2017, mudou-se para o Avaí/Kindermann, mas jogou principalmente na equipe reserva do Napoli.
Em 2019, assinou com o Palmeiras, onde permaneceu até 2022. Reserva de Vivi Holzel, se tornou titular a partir da temporada de 2021 e participou como titular da campanha que conquistou a Copa Libertadores de 2022.
Em 11 de janeiro de 2023, foi anunciada como nova contratação do Santos.
Em janeiro de 2024, foi anunciada pelo Cruzeiro.

### Seleção Brasileira
Fez parte da Seleção Brasileira Sub-20 na Copa do Mundo Sub-20 de 2018, mas foi apenas reserva. Recebeu sua primeira convocação para a Seleção principal, em fevereiro de 2022.

## Títulos
Palmeiras
- Copa Libertadores: 2022
- Copa Paulista: 2019 e 2021
- Campeonato Paulista: 2022

### Campanhas de destaque
Palmeiras
- Campeonato Brasileiro: vice-campeã (2021)